# Erreà
Erreà Sport S.p.A è un’azienda italiana produttrice nel settore dell’abbigliamento tecnico sportivo, con sede a San Polo di Torrile, in provincia di Parma.
Fondata nel 1988 dalla famiglia Gandolfi, è presente in oltre 80 paesi e vanta più di 500 sponsorizzazioni in diverse discipline, dal calcio al volley, fino al tempo libero.

## Prodotti
Accanto alla linea principale Erreà, che include un’ampia gamma di prodotti dedicati a sport come calcio, pallavolo, basket, rugby e running, l’azienda offre anche abbigliamento tecnico intimo sportivo con la linea 3D Wear e capi casual per il tempo libero attraverso la linea Erreà Republic.

## Certificazioni
Nel 2007, Erreà è la prima azienda in Europa nel settore del teamwear ad ottenere la certificazione Oeko – Tex Standard per i suoi prodotti, un attestato che pone limiti estremamente rigorosi in tema di sostanze nocive per la salute.
La forza di essere produttori e la gestione autonoma della filiera produttiva, dalla scelta dei filati allo studio dei prodotti, dalla realizzazione alla confezione finale dei capi, ha permesso all’azienda di ottenere e la certificazione ISO 9001:2015.

## Tessuti
Erreà ha sempre posto al centro del proprio lavoro l’impiego di tessuti sportivi dalle elevate prestazioni e l’attenzione alle tendenze del settore.
Nel 2008 l’azienda introduce Ti Energy, un tessuto innovativo realizzato con nanotecnologie per creare maglie da gioco personalizzate. Nel 2020 Ti Energy evolve in Ti Energy 3.0, un tessuto rivoluzionario con proprietà antivirali e antibatteriche, progettato per garantire maggiore sicurezza agli atleti.
Nel 2011, dopo anni di ricerca e sviluppo, nasce il primo prototipo della maglia Active Tense, una linea che debutta ufficialmente nel 2012 e viene adottata da atleti professionisti e amatoriali di diverse discipline, dal calcio alla canoa, dal tiro con l’arco al baseball.
Nel 2024 Erreà compie un importante passo avanti nel suo percorso di sostenibilità, presentando due nuovi tessuti innovativi: Future, dedicato al calcio, e Sensibility, pensato per la pallavolo.
Un’analisi certificata secondo lo standard ISO 14067 evidenza come il tessuto Future garantisca una riduzione del 25,4% delle emissioni di CO₂ rispetto ai materiali tradizionali, mentre Sensibility registra una riduzione di circa il 23% delle emissioni rispetto a una maglia standard. 

## Sponsorizzazioni

### Calcio
Fondata nel 1988, Erreà debutta fin da subito con una prestigiosa sponsorizzazione nel mondo del calcio: il Genoa CFC, una partnership storica durata fino alla stagione 2008/2009. Negli anni successivi, l’azienda consolida la sua presenza sul mercato italiano e nel 1995 si affaccia sulla scena internazionale grazie alla collaborazione con il Middlesbrough FC, segnando l’inizio della sua espansione in Europa. In Italia, oltre alla squadra rossoblù, Erreà ha vestito club di spicco come Atalanta BC, Modena FC, Bologna FC, Cagliari, Hellas Verona FC e Parma FC. All’estero, oltre al Middlesbrough FC, ha collaborato con squadre come Burnley FC, Norwich City FC, Heart of Midlothian FC, Inverness Caledonian Thistle, Brighton & Hove Albion e la Nazionale di calcio dell'Islanda, accompagnandola in due eventi memorabili: Euro 2016 e i Mondiali 2018. Attualmente, Erreà è fornitore di diverse squadre di Serie B come Cesena FC, AS Cittadella, FC Südtirol e AS Bari, oltre a club di Serie C come Catania, Virtus Verona, Pineto Calcio e USD Pontedera. A livello internazionale, veste club di rilievo come FC Luzern, FC Lugano, QPR, Millwall, la ritrovata Middlesbrough FC, Sheffield United FC e ADO Den Haag. Dal 2022, Erreà è partner tecnico della UEFA per il Kit Assistance Scheme, fornendo abbigliamento gara e da allenamento personalizzato alle nazionali minori di Andorra, Bielorussia, Cipro, Isole Faroe, Liechtenstein, Lussemburgo, Malta, San Marino, Kosovo e Kazakistan. Questa iniziativa garantisce supporto tecnico e un'immagine coordinata per le squadre Senior e Under 21 delle Federazioni aderenti.

### Pallavolo
Nel 2010 Erreà registra e deposita il proprio logo presso la FIVB, la Federazione Internazionale di Volleyball, segnando l'inizio di un importante percorso nel mondo della pallavolo internazionale. Da allora, l’azienda ha vestito le squadre nazionali maschili e femminili di numerosi paesi e, dal 2017, oltre alle Nazionali di Sitting Volley, alla classe arbitrale e alle giovani promesse del Club Italia, è diventata sponsor tecnico ufficiale delle Nazionali italiane di pallavolo. Un traguardo storico è stato raggiunto nel 2024, quando la squadra femminile ha conquistato l’oro olimpico alle Olimpiadi di Parigi. Attualmente, nel campionato italiano di Serie A1 maschile, Erreà veste club di prestigio come Trentino Volley e Powervolley Milano, mentre nel settore femminile sponsorizza Chieri ’76, Savino Del Bene Scandicci e Megabox Vallefoglia. In Francia, oltre a essere partner tecnico di entrambe le Federazioni di Pallavolo – con la squadra maschile campione olimpica in carica – Erreà supporta numerosi club del massimo campionato, tra cui Saint Nazaire, Tours Volley, Montpellier HSC, Chaumont Volley-Ball 52, Tourcoing Lille Métropole, AS Cannes Volleyball, Pays d'Aix Venelles e TFOC Volleyball. In Germania è a fianco di Berlin Recycling Volleys, Asv Dachau, Berlin Brandenburger SC.

### Basket
Oltre a essere sponsor della Lega Basket Serie A (LBA), Erreà è fortemente radicata nel panorama della pallacanestro italiana. In Serie A1 maschile, supporta club di prestigio come Reyer Venezia, Derthona Basket (inclusa in entrambe la sezione femminile), Treviso Basket, Pallacanestro Varese, Basket Brescia Leonessa e Vanoli Basket Cremona. L’impegno di Erreà si estende anche ai campionati di Serie A2 e Serie B, rafforzando il suo ruolo di riferimento nel basket italiano. Dal 2022 è presente anche in UISP Sardegna con la ASD Pallacanestro Thiesi.

### Altri sport
Nel panorama del rugby, l’azienda si distingue come fornitore di abbigliamento tecnico, coprendo categorie che spaziano dalla Pro 14 alle serie minori italiane. Dal 2017 è sponsor tecnico della franchigia italiana Benetton Rugby. All’estero, spiccano collaborazioni con squadre come i London Broncos e gli Hornets in Inghilterra, il Club Deportivo Aparejadores Burgos in Spagna, oltre a Oyonnax Rugby e alla Federazione Francese di Rugby a 13. 
Nel tiro con l’arco, dal 2018 è sponsor della World Archery e dal 2024 della Word Archery Europe, nonché della Federazione Italiana di Tiro con l’arco (FITARCO), oltre alle Federazioni di Francia, Gran Bretagna, Paesi Bassi, Irlanda, Svezia, Cipro e Cile.
Nell'automobilismo è stata sponsor tecnico della scuderia di Formula 1 Manor Marussia Formula One Team, del WTCR Coppa del Mondo Turismo, del campionato automobilistico TCR Italy Touring Car Championship e del Campionato del Mondo rally.
Nell'Atletica Leggera è partner di Runrace, team élite di atleti etiopi e keniani.